# فرانكلن بيل
بينجامن فرانكلن بيل (بالإنجليزية: Franklin Peale) (ولد: ألدروفاند بيل؛ أكتوبر 15، 1795 – مايو 5، 1870)، عادة يُسمى فرانكلن بيل، كان موظفًا وضابطاً في دار سك النقود في فيلاديلفيا من 1833 إلى 1854. مع أن بيل أدخل العديد من الابتكارات إلى دار سك النقود في الولايات المتحدة، تمت إقالته في النهاية وسط اتهامات بأنه استعمل منصبه للمنفعة الشخصية.
كان بيل ابن الرسام تشارلز ويلسون بيل، وتمت ولادته في متحف الغرائب الذي كان والده يديره في فيلاديلفيا. على العموم، كان تعليم فرانكلن بيل غير رسمي، مع أنه أخذ بعض الدروس في جامعة بنسلفانيا. أصبح ماهراً في صنع الآلات. في عام 1820، أصبح مساعداً لوالده في المتحف، وقام بإدارته بعد وفاة تشارلز بيل عام 1827.
في عام 1833، تم التعاقد مع بيل من قبل دار السك، وأرسل لمدة عامين إلى أوروبا لدراسة تقنيات السك وتقديم تقرير عنها. وقد عاد ومعه خطط للتحسين، وتصميم لأول آلة لكبس العملات تعمل على البخار في الولايات المتحدة، والمثبتة في 1836. وجُعل بيل صاهر ومكرر لدار السك في فيلادلفيا ذلك العام، ورئيس مزوروا النقود بعد ثلاث سنوات على تقاعد شاغلي هذه الوظائف، آدم ايكفلدت الذي واصل عمله بدون أجر. عمل ايكفيلدت يسمح لـ بيل بتشغيل مشروع تجاري باستخدام ميزة دار السك. هذا التهميش تسبب في نهاية المطاف بسقوط بيل: أدت الصراعات مع آلة النقش الخاصة بـ جيمس ب. لونكير وصاهر ومكرر ريتشارد سيرز مكولو لاتهام بيل بسوء السلوك، وقد طـُرِد من قبل الرئيس فرانكلين بيرس عام 1854.
بعد تقاعده، واصل بيل تورطه في قيادة العديد من المنظمات المدنية، توفي في عام 1870. يشير مؤلف النقود ك. دافيد باورز إلى أن حقائق مهنة بيل تسمح للكتاب باستخلاص استنتاجات مختلفة عنه.

## بداية حياته ومهنته
وُلد بنجامين فرانكلين بيل في الخامس عشر من أكتوبر عام 1795، وهو ابن الرسام تشارلز ويلسون بيل من زوجته الثانية إليزابيث دي بايستر. بجانب عمله كرسام، كان والده يدير متحف للقطع الغريبة في قاعة فيلوسيفيكال في فيلادلفيا والتي تعتبر المركز الأساسي للجمعية الفلسفية الأمريكية. ولد بنجامين في المتحف وسُمي ألدوفاند نسبة لعالم الطبيعة الإيطالي اليس ألدوفاند 
كان تشارلز بيل يسجل تواريخ ميلاد أسرته في الصفحة الأمامية أو الأولى من أحد نسخ قاموس الرسامين لماثيو بيلكينجتون بدلاً من الإنجيل. عندما سجل اسمه «ألدروفاندي» دوّن جانبه «إذا أعجبه الاسم في المستقبل».  كان والد بنجامين أحد أعضاء الجمعية الفلسفية الأمريكية وفي فبراير سنة 1796 أحضر ابنه إلى أحد الاجتماعات وسأل الأعضاء أن يختاروا اسماً آخراً لابنه، فأعطاه رئيس الجمعية اسم فرانكلين بنجامين نسبة للرئيس فرانكلين. وتقول أساطير الجمعية بأن الرئيس فرانكلين بنجامين كان يدعم الجمعية آنذاك. 
كان فرانكلين بيل أحد الأبناء الستة عشر لوالده المتزوج من ثلاث نساء. عندما كان فرانكلين في الثامنة من عمره توفيت إليزابيث بيل -والدته-، ولكن سرعان ما عاود والده الزواج. ومنذ ذلك الحين اعتنت به زوجة أبيه. كان فرانلكين قد أُعْطِيَ بعضًا من الصفوف التعليمية، على الرغم من قضائه بعضا من الوقت في مدرسة محلية في مقاطعة بكس وكذلك في أكاديمية جيرمن تاون وجامعة بنسلفانيا. كان تعليمه في معظمه غير رسمي كما جرت العادة في عائلة بيل، حيث يُعطى الطالب الحرية لدراسة ما يفضل أو ما يناسبه. في حالة فرانكلين بيل كان يصنع الألعاب في صغره، كما تفقد مزرعة والده بالقرب من جيرمن تاون. على الرغم من عدم تمتعه بالموهبة الفنية التي كانت لدى إخوته مثل تيتان بيل، فقد أثبت ميولًا ميكانيكية.
في سن السابعة عشرة بدأ بيل بالعمل لدى مصنع ديلوير للقطن لمالكه ويليام يونج بالقرب من نهر براندي واين ليتعلم صناعة الآليات، وكان طالباً مجتهداً وأصبح ماهراً بالعمل في الخراطة وسباكة المعادن ومصمماً،  كان والده متساهلا تجاه رغبته في مهنة الميكانيكا واعتبرها نزوة حمقاء، وخلال سنة اكتشف أحد الإخوة هوجسن والذي كان يدير ورشة ميكانيكا بالقرب منه القدرة الهائلة لبيل في التعامل مع المعدات  . وفي عمر التاسعة عشر عاد بيل إلى جيرمان تاون حيث يقومون بالتصميم والإشراف وتركيب الآلات لمصنع القطن هناك وقد تم تعيين بيل كمسؤول واستمر في إدارة المصنع لعدة سنوات. انتقل بعد ذلك إلى فيلادلفيا وعمل لمؤسسة جون كولمن للتجارة  والتي تعمل على صنع آلات البطاقات اللاصقة 

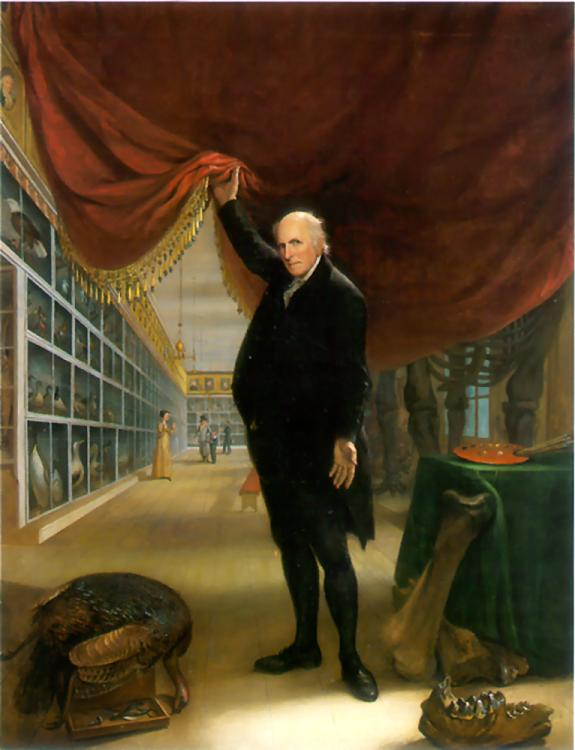
بورتريه ذاتي لتشارلز ويلسون بيل, (1822)

في الرابع والعشرين من أبريل عام 1815م تزوج بيل والذي كان لا يزال قاصراً في سن التاسعة عشر من إليزا جريترك بدون موافقة والده، وعلى الفور بدأت تظهر علامات تدل على أنها تعاني من مشاكل عقلية، وعلى الرغم من أن إليزا حملت بطفل بييل خلال السنة الأولى من الزواج (بنت اسمها آنا) تركته بعد ذلك وعادت للعيش مع والدتها والتي بدورها اهتمت بها وأدخلتها مستشفى بنسلفانيا باعتبارها «مختلة عقلياً». بذلت عائلة بييل جهداً كبيراً لإثبات أن إليزا بييل كانت مجنونة عندما تزوجت فرانكلين ليكون سبباً لبطلان الزواج، وبمساعدة شهادة النقيب ألن مكلان نجحوا في ذلك وتم فسخ عقد الزواج في الثاني والعشرون من مارس 1820م  . وقد كان فرانكلين بييل مطالباً بالإعلان عن الممتلكات كضمان لمساعدة زوجته السابقة، وأعارته شقيقته صوفي بعض أسهمها في المتحف لذلك الغرض 
في عام 1820، ترك بيل إدارة المصنع لمساعدة والده المسن في إدارة المتحف، وبقي هناك لأكثر من عقد من الزمان. عندما توفي تشارلز ويلسون بيل في عام 1827، أصبح فرانكلين مدير المتحف، ومثل إخوته، ورث أسهمًا فيه. وإلم يحافظ بيل فقط على المعروضات، ولكنه أضاف لهم، حيث ساهم في «ألعاب التحدث الغريبة» وكذلك نموذج القاطرة المبكرة، الذي كان يستخدم لرسم سيارتين صغيرتين في المتحف، مع مقاعد لأربعة أشخاص. في ذلك الوقت، المتحف كان يقع في قصر الرئاسة القديم (قاعة الاستقلال حاليًا) وعمل بيل أيضا نظاما لاستخدام جرس قصر الرئاسة لإبلاغ شركات النار عن موقع الحريق.
وكان بيل أحد مؤسسي معهد فرانكلين في عام 1824، واحد من عدة معاهد الميكانيكا "التي نشأت لأول مرة في أوائل 1820 لتخريج الرجال الذين يعملون مع التعليم التقني. وسرعان ما أصبحت مهمة ومؤثرة إن تنظيم معرض للسلع المصنعة الأمريكية في أكتوبر، واحد من 26 على الأقل.مثل هذه المعارض وضعت في السنوات ال 34 الأولى من وجودها.  وقام بيل بتدريس التاريخ الطبيعي، الميكانيكا (توضح محاضراته مع نماذج الرسومات)، والكيمياء، التنشيط المحادثات مع التجارب. وقد شارك لسنوات عديدة بنشاط مع معهد فرانكلين، وكتب مقالات للمجلة وعمل في اللجان الرئيسية.

## موظف مصنع صك العملة والضابط (1833-1854)

### التوظيف وجولة في أوروبا
افتتح المبنى الثاني لإيواء مصنع فيلادلفيا لصك العملة في عام 1833 مع بأحدث تكنولوجيا ماعدا المتعلقة بعمليات الصك ، ولهذا، استخدمت آلات المنقولة من سابقتها باستخدام القوة العضلية البشرية لضرب النقود. على الرغم من أن المصنع أراد كل القطع النقدية تكون متطابقة مع بقية الفئات الأخرى، واستخدام مكبس المسمار أو البرغي كان عائقا أمام ذلك، واستخدمت القوة للاقتناع بالتصميم الذي طرأ على القطع النقدية ولكن ذلك لم جعلها تتوحد. بالإضافة إلى ذلك أن العملة اختفت عندما كانت تصنع باليد فأدى ذلك إلى اختلافات بين القطع النقدية من مختلف اختفائها. وكان هذا الوضع غير مرضي بالنسبة للمدير صموئيل مور، الذي كان لعدة سنوات يفكر في شراء مجموعة معاصرة من آلات البخار لإنتاج العملات من مصنع سوهو في برمنغهام (إنجلترا)، التي أسسها الرائد في صك العملات ماثيو بولتون. وبدلا من ذلك قرر مور إشراك موظف جديد وإرساله في جولة خاصة لمصنع صك العملات الأوربية ومعامل التكرير، من أجل معرفة أفضل سمات كلا منهما وإحضار المعرفة إلى أرض الوطن لاستخدامها في منشأة فيلادلفيا. وسوف يعطى للفرد لقب مساعد الفحص جاكوب آر إيكفيلد. مور حصل على الموافقة من وزير الخزانة لويس ماكلين لتخصيص مبلغ قدره 7000 $ لهذا الغرض